# Peder Carlsson (översättare)
Peder Carlsson, född 18 december 1945 i Västerås, död 22 februari 2011 i Helsingborg, var en svensk författare och översättare. Han var bror till Bodil Mårtensson.
Peder Carlsson växte upp i Karlskrona, studerade vid Lunds universitet och var flitigt engagerad i science fiction-rörelsen, bland annat som en av förgrundsgestalterna inom föreningen LF3 i Lund och en av huvudarrangörerna av science fiction-kongresserna i Lund 1969, 1973 och 1978. Som författare debuterade han med romanen Syns, syns inte (1976); därefter har han utgivit Enhörning på té (1979) samt i samarbete med spelexperten Dan Glimne den mycket rosade thrillern Lastdjuret (1982), som översattes i bland annat Norge och Nederländerna samt utkom på originalspråket engelska i Kanada. Samtliga dessa romaner skrevs ursprungligen på engelska med titlarna Now You See It, Now You Don't, Did You Ever Have a Unicorn for Tea question mark resp Beast of Burden och översattes till svenska av Peder Carlsson. Han översatte ett 60-tal verk, bland annat av Ursula K. Le Guin, Tom Clancy, Dean Koontz och Douglas Coupland; han var också Alexander McCall Smiths huvudsaklige översättare.